# Erlebachova bouda
Erlebachova bouda (německy Erlebachbaude) je horská bouda, která slouží jako hotel. Nalézá se v nadmořské výšce 1148 m, pod horou Malý Šišák v hlavním hřebeni Krkonoš. Jde o hlavní část Resortu sv. František, do něhož náleží také Josefova bouda, penziony Martin a David, a vila Tereza. Náleží k základní sídelní jednotce Špindlerovka v obci Špindlerův Mlýn.

## Historie
První dřevěnou stavbu na tomto místě postavil roku 1784 Ignaz Hollmann, od jehož potomků ji v roce 1885 zakoupil Franz Erlebach a v době počínajícího turistického ruchu ji pojmenoval po sobě. Jeho dcera Karolína se vdala za Filipa Erbena a měli spolu syna Reinharta Erbena, významného místního fotografa. Ten však roku 1915 padl v I. světové válce, následujícího roku zahynul nešťastnou náhodou i jeho otec Filip.
Ovdovělá Karolína pak roku 1922 adoptovala Františka Kukačku – původem Jihočecha, který roku 1919 přišel do převážně německých Krkonoš sloužit u československé finanční stráže. Kukačka-Erlebach (převzal dívčí jméno své adoptivní matky) se s novým prostředím dokonale sžil, ve 20. letech přestavěl boudu na malý luxusní hotel (mj. díky výhodně získanému mobiliáři se zrušeného hotelu Palast v Berlíně) a jako hoteliér „Kukuk-Erlebach“ si vydobyl respekt špindlerovských občanů, československých úřadů i pozdějších jednotek Sudetoněmeckého Freikorpsu, přestože se netajil svým československým smýšlením a ještě v roce 1938 byl v uniformě připraven bránit republiku a zásoboval jednotku československých vojáků ve Slezském sedle.
V průběhu II. světové války Kukačka-Erlebach připravoval přestavbu rodinné boudy, ke které patřila i velká Gabí bouda (patřící jeho nevlastní sestřenici Gabriele Erbenové). Na konci války měl již připravené velké zásoby stavebního kamení i dřeva, protiněmecké nálady v osvobozeném Československu a znárodňovací aktivity však neumožnily tuto přestavbu realizovat. Kukačka-Erlebach se stal trpěným soukromým ubytovatelem a na boudě jeho rodina hospodařila až do roku 1961, kdy podlehli tlaku úřadů a v říjnu toho roku nechali boudu převést na tehdejší PZO Centrotex. K tomuto účelu sloužila do roku 1968, kdy ji rodina Kukačky-Erlebacha definitivně opustila a na poslední chvíli se jim podařilo zachránit několik sad nádobí, negativů apod. jejich téměř utajeným převezením do vrchlabského muzea.
Neúprosné chátrání opuštěné boudy skončilo v roce 1981, kdy byla rozpadající se stylová dřevěnka stržena a roku 1985 na jejím místě Centrotex otevřel šestipodlažní rekreační objekt s rozlehlým zázemím. Tento nový hotel však znamenal značný a do značné míry nevítaný zásah do místního krajinného rázu (dosud prezentovaný například stylovou budovou Vojenské zotavovny či původní zotavovny Ministerstva vnitra).
V roce 1998 převzali Erlebachovu boudu do pronájmu manželé Martina a Jiří Tomáškovi, kteří ji následně odkoupili a společně s Josefovou boudou a dalšími objekty sjednotili pod značkou Resort sv. František – horský areál v srdci Krkonoš. Resort se postupně rozrostl v komplex nabízející komfortní ubytování, moderní wellness i duchovní a přírodní zážitky, to vše v souladu s tradicemi horského života.
Jedním z výrazných prvků resortu je Kaplička sv. Františka z Assisi, postavená v roce 2007 a téhož roku slavnostně vysvěcená. Kaplička je volně přístupná a slouží nejen pro individuální rozjímání, ale i pro příležitostné bohoslužby. Zaujala i širší veřejnost, mimo jiné díky reportážím v médiích, například v Českém rozhlase.
Významnou modernizací prošla Erlebachova bouda v roce 2011, kdy byla kompletně přestavěna. V letech 2013–2014 přibyla terasa inspirovaná tradiční krkonošskou architekturou a následně byla rozšířena o nové wellness centrum a část zvanou Stodola, která nabízí nadstandardní ubytování s výhledem na hřebeny Krkonoš. Veškeré úpravy byly dokončeny v roce 2021.
Resort sv. František dlouhodobě podporuje principy udržitelného turismu, ekologického přístupu a návratu hospodářských zvířat do horské krajiny. Spojení kvalitního zázemí, přírody a duchovní atmosféry činí z resortu vyhledávané místo pro rekreaci, relaxaci i osobní rozvoj.

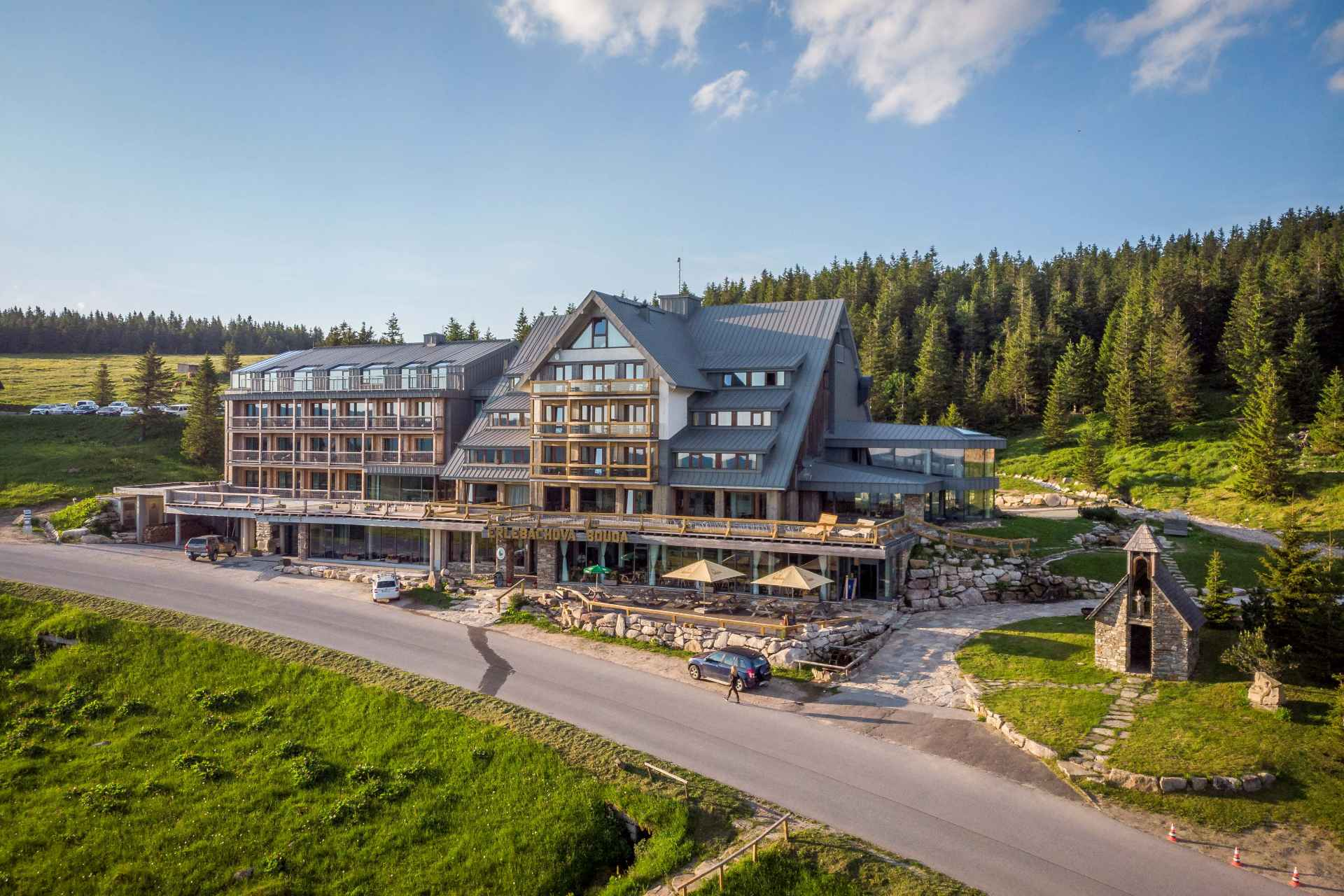
Erlebachova bouda po rekonstrukci v roce 2021

## Webkamery
Pro příznivce moderních technologií byla na střechu domu po rekonstrukci umístěna otočná webkamera společnosti COMAnet, poskytující celodenní streamové video. Na přilehlé Josefově boudě je umístěna pevná webkamera, která naopak nabízí pevný pohled na samotnou Erlebachovu boudu, a to v HD kvalitě.

## Dostupnost
Motorovým vozidlem jsou dostupné z údolí Labe po silnici mezi Špindlerovým Mlýnem a Špindlerovou boudou, která slouží zároveň jako cyklotrasa K15.
Pěší přístup je možný po turistických trasách:
- po  žluté turistické značce od Špindlerovky.
- po  žluté turistické značce od Boudy u Bílého Labe.
- po  zelené turistické značce od Jeleních bud.
- po  modré turistické značce od Davidových Bud.

## Galerie

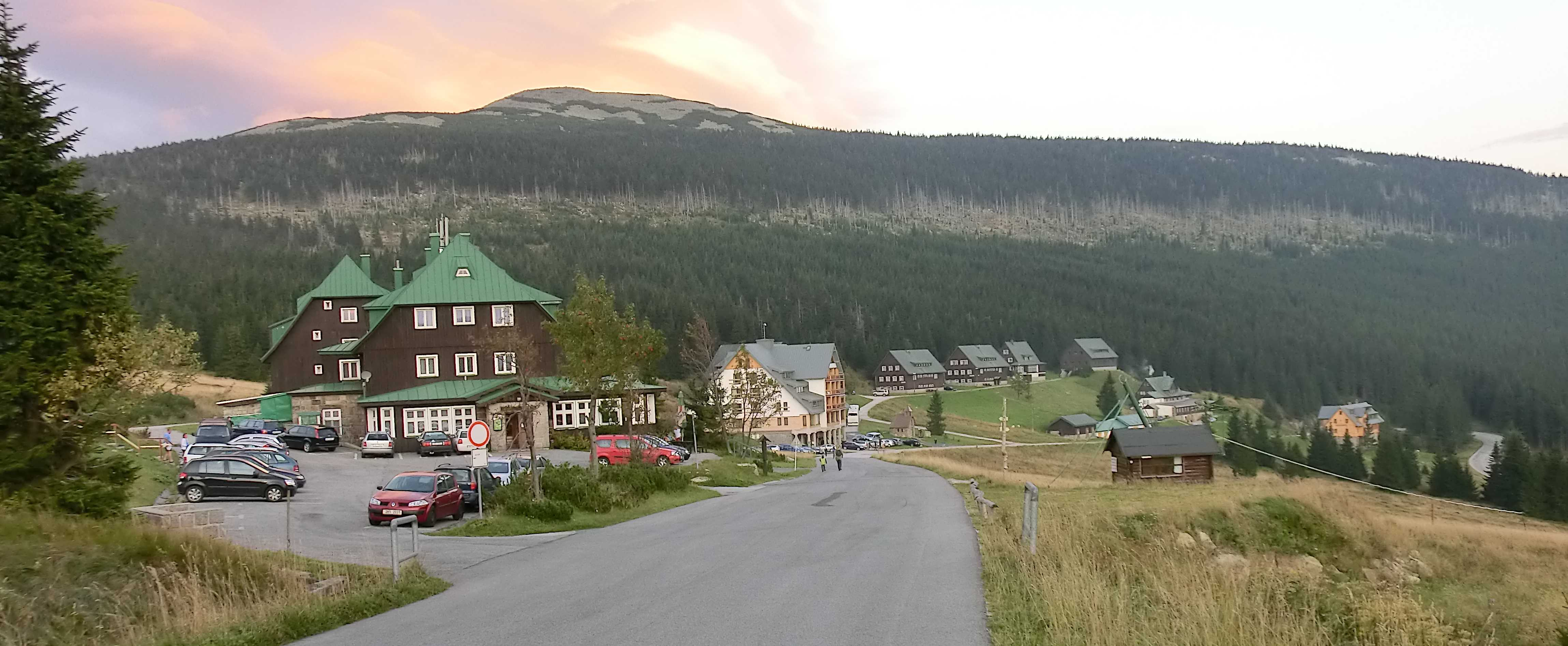
Komplex bud pod Malým Šišákem, EB zhruba uprostřed
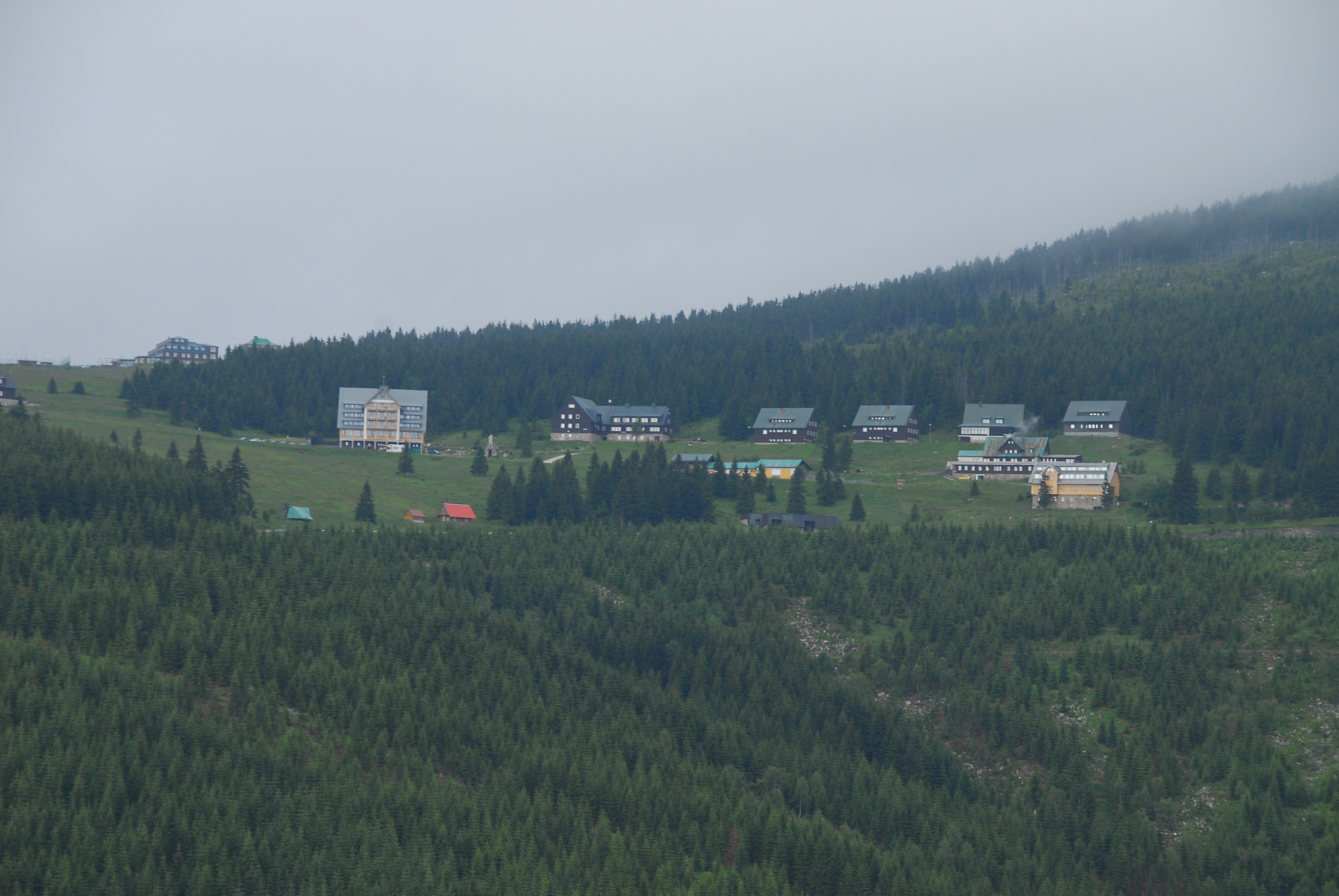
Komplex bud při pohledu přes údolí
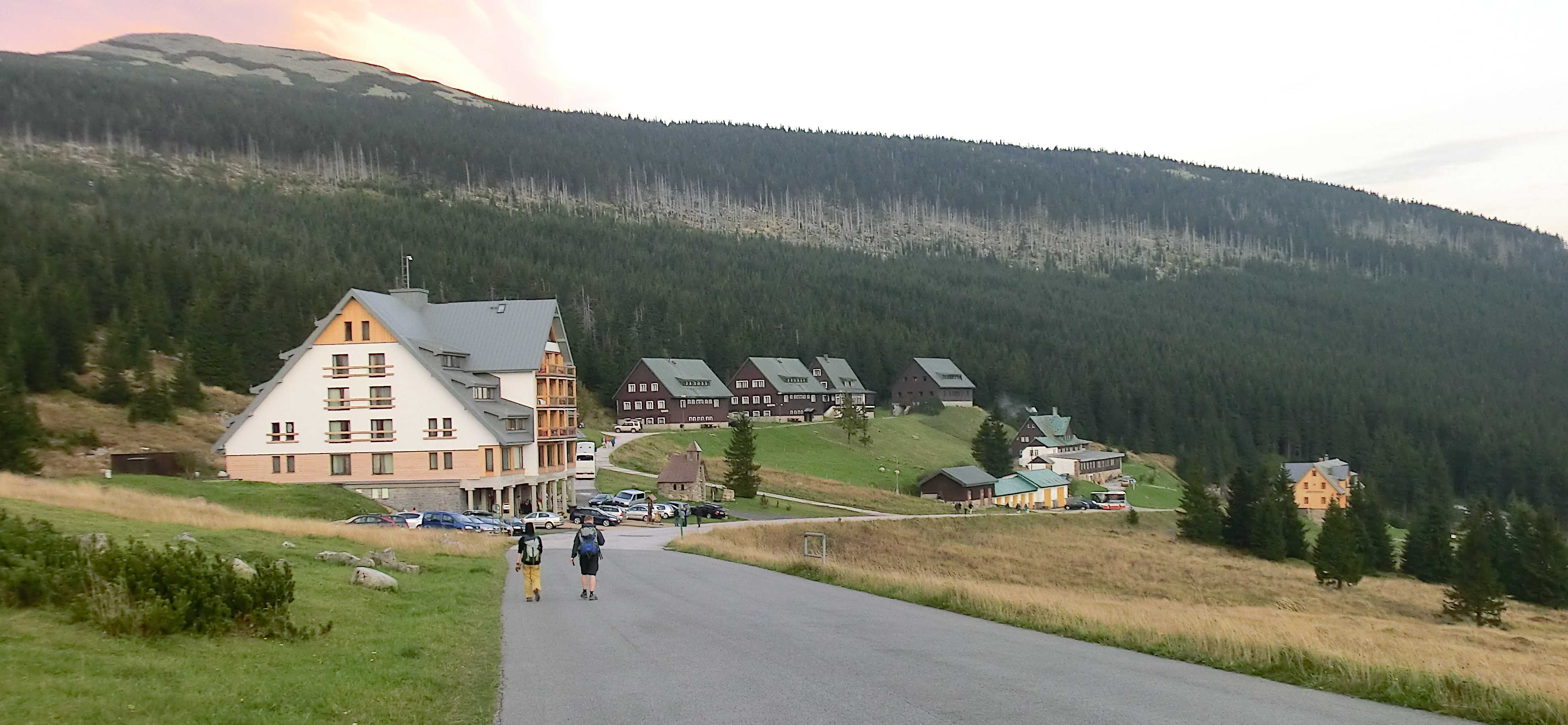
Celý komplex pod Malým Šišákem: Erlebachova bouda, penziony David, Martin a Tereza, zotavovna Malý Šišák a Josefova bouda
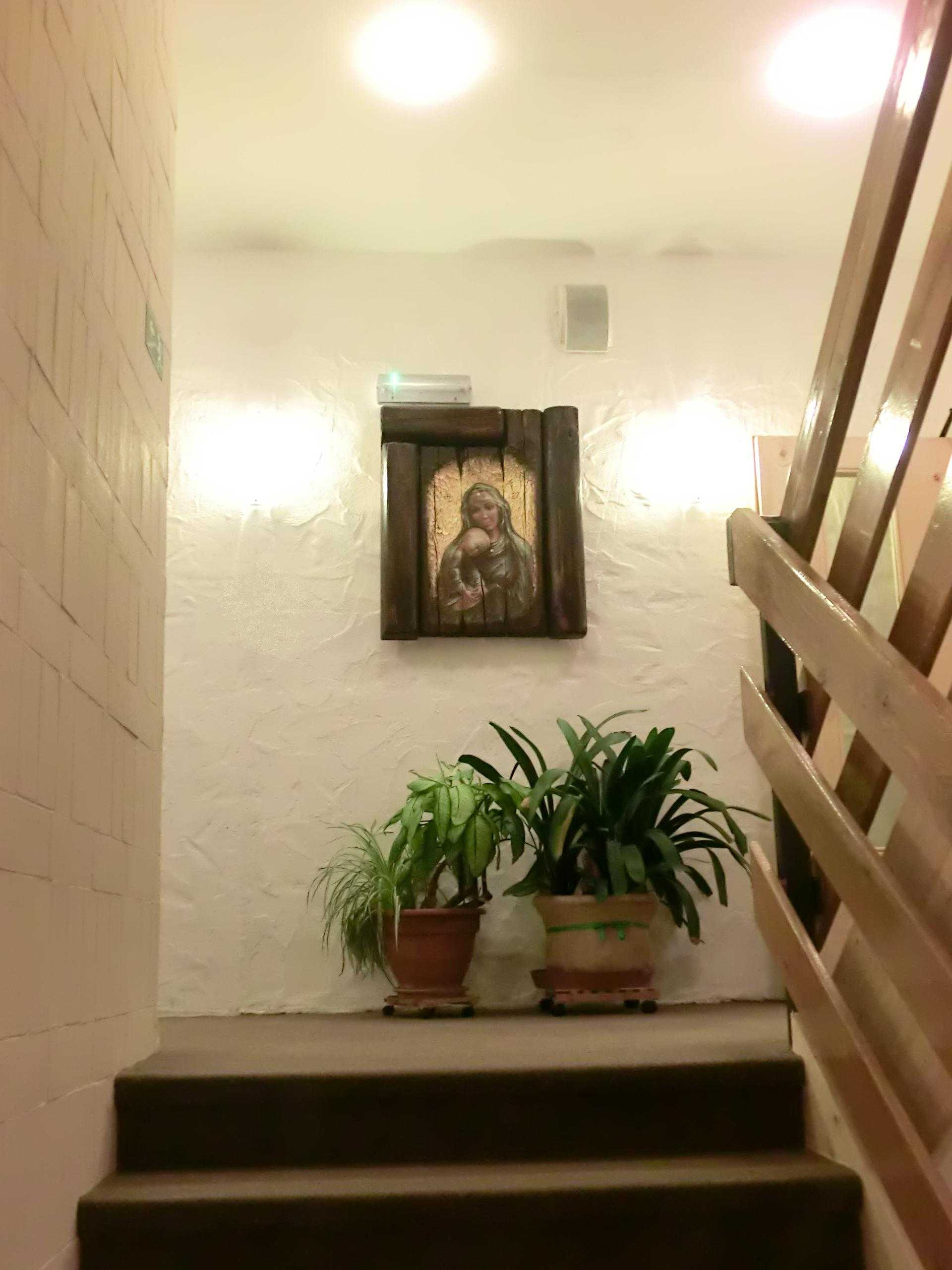
Ikona Panny Marie s Jezulátkem vítá příchozí
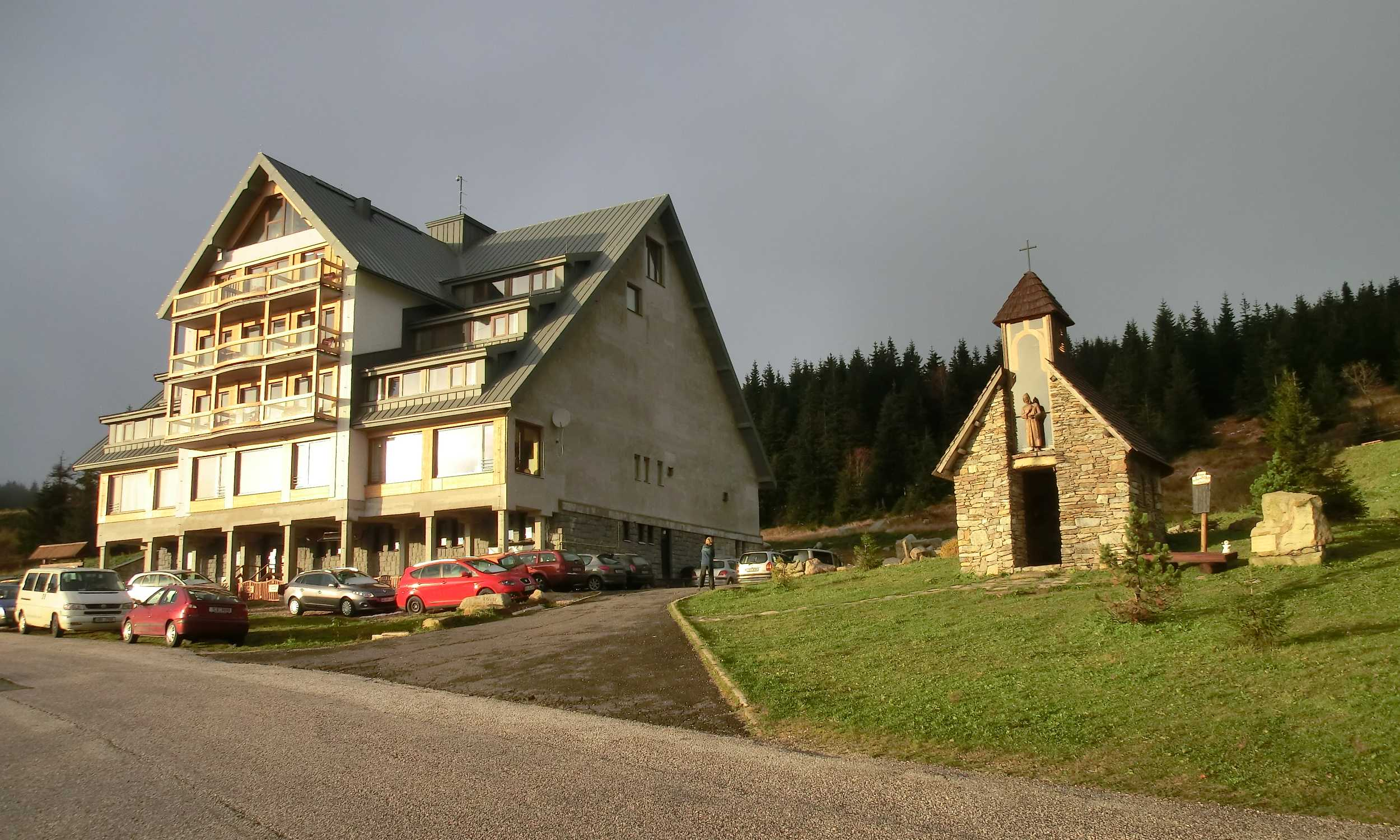
Erlebachova bouda s kaplí sv. Františka z Assisi
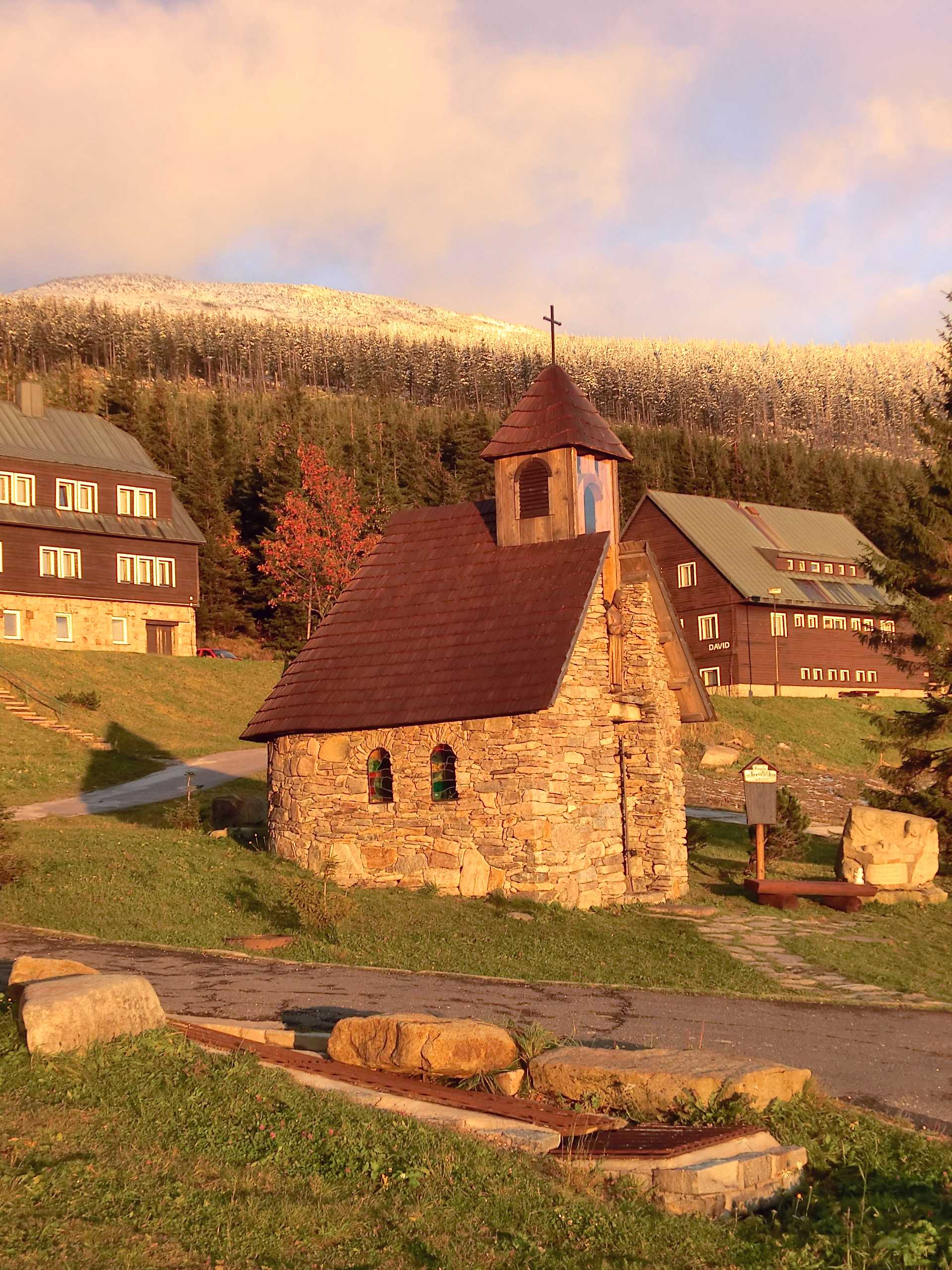
Kaplička sv. Františka z Assisi
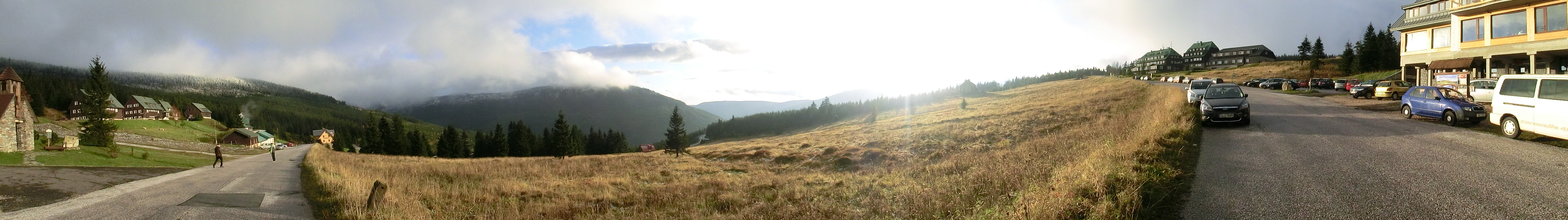
Panoramatický pohled od Erlebašky
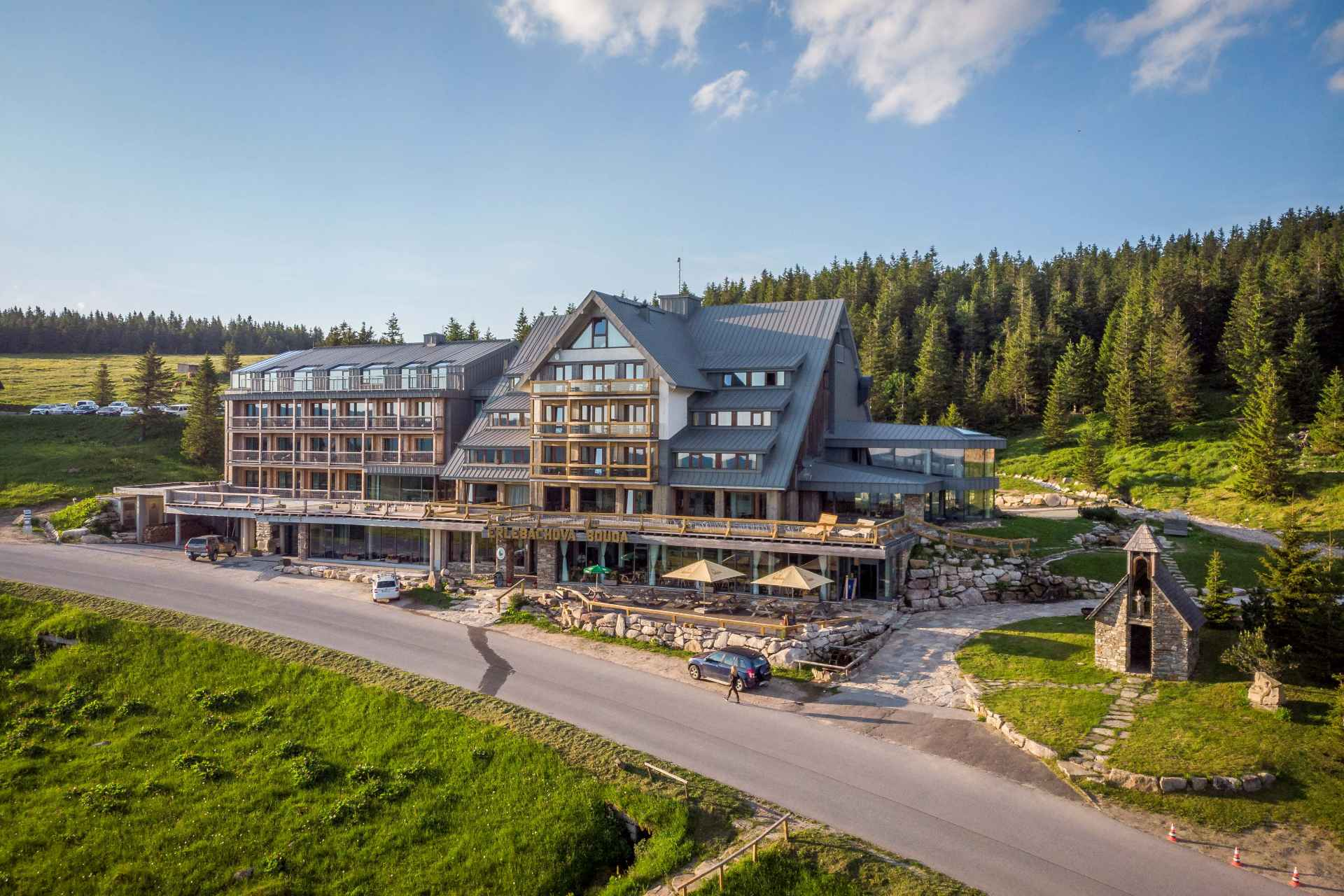
Erlebachova bouda po rekonstrukci v roce 2021
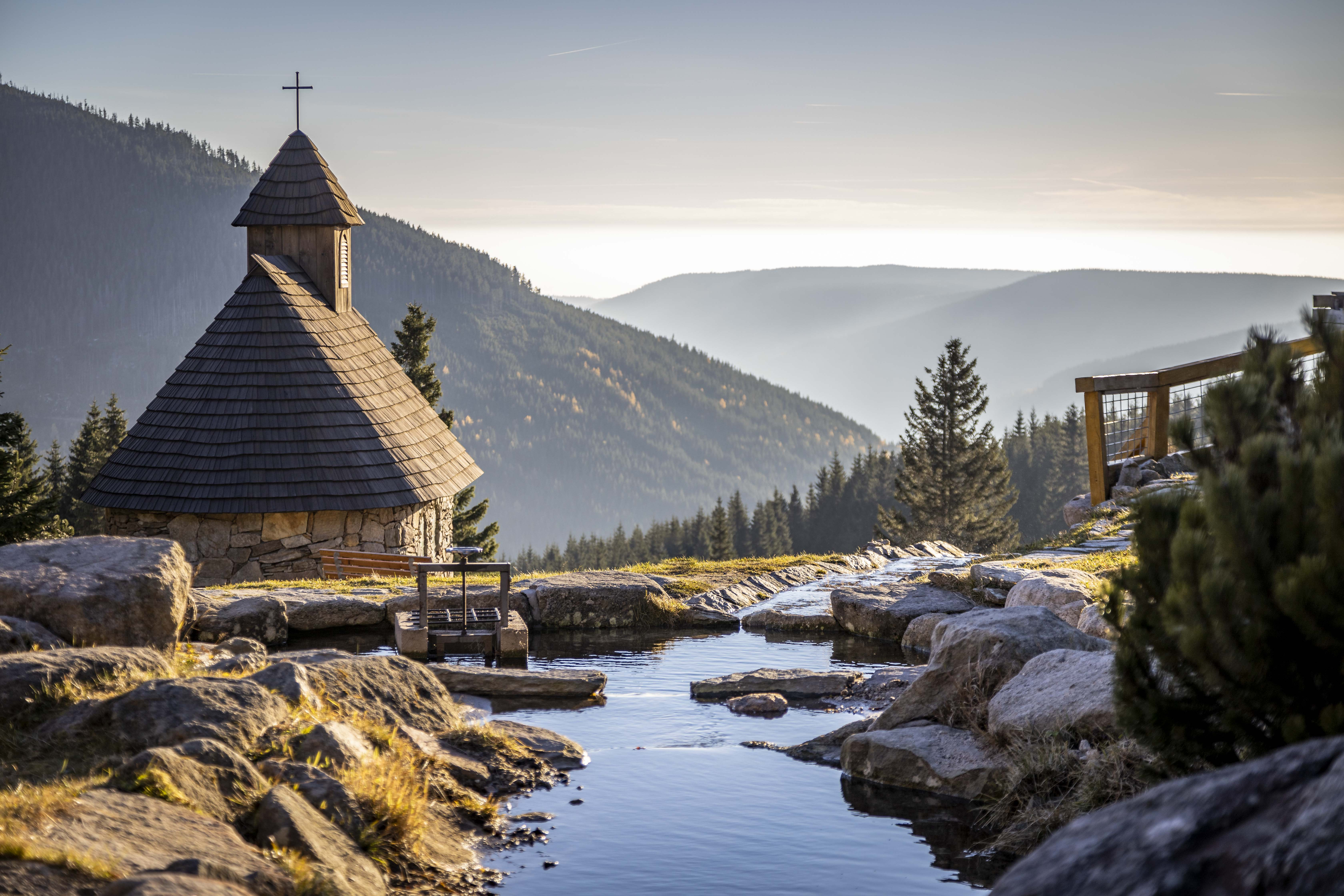
Kaplička sv. Františka – místo ztišení v srdci Krkonoš
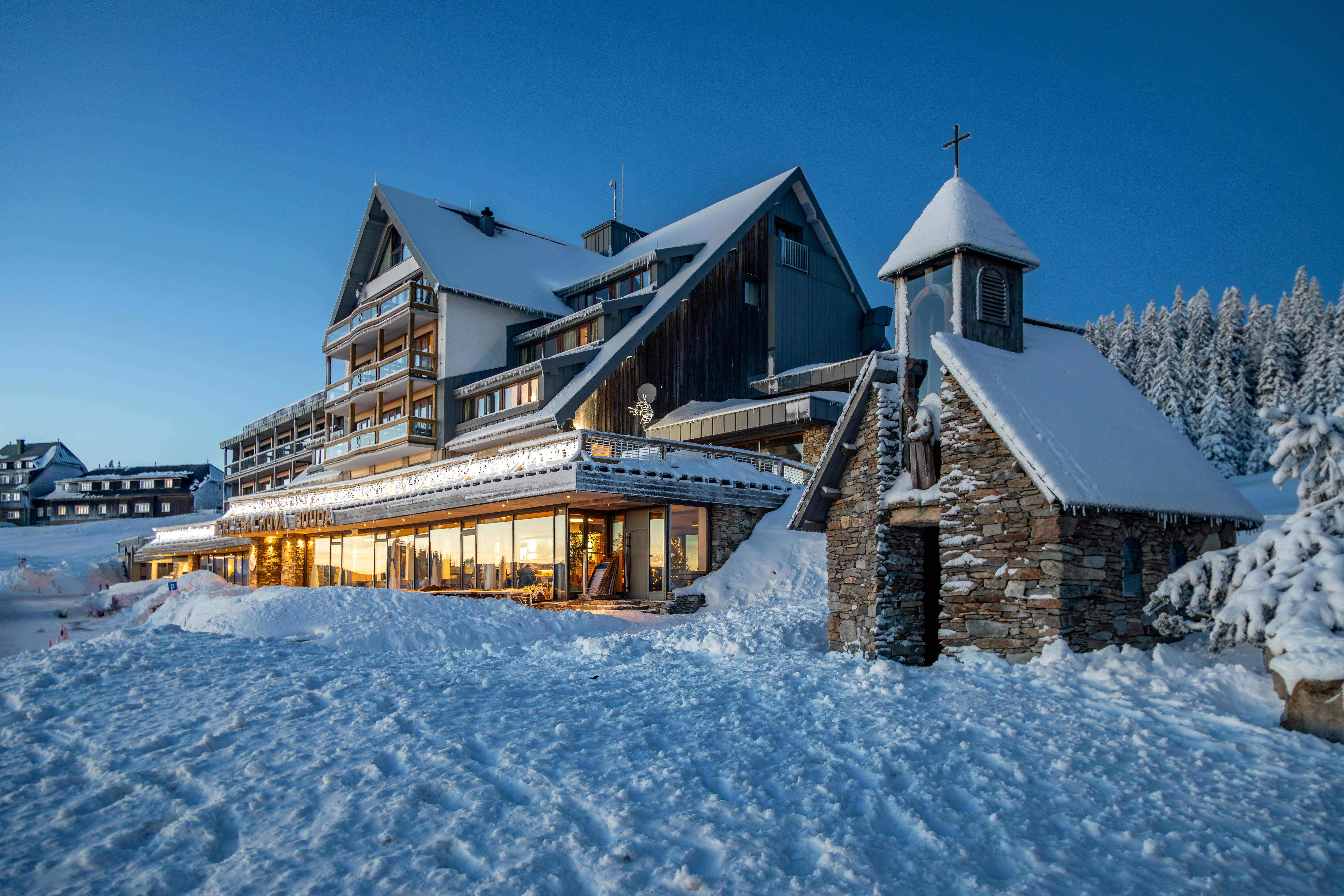
Zimní pohled na Erlebachovu boudu – horské ubytování s wellness na hřebenech Krkonoš. Ideální místo pro zimní dovolenou, lyžování a relaxaci v srdci národního parku.
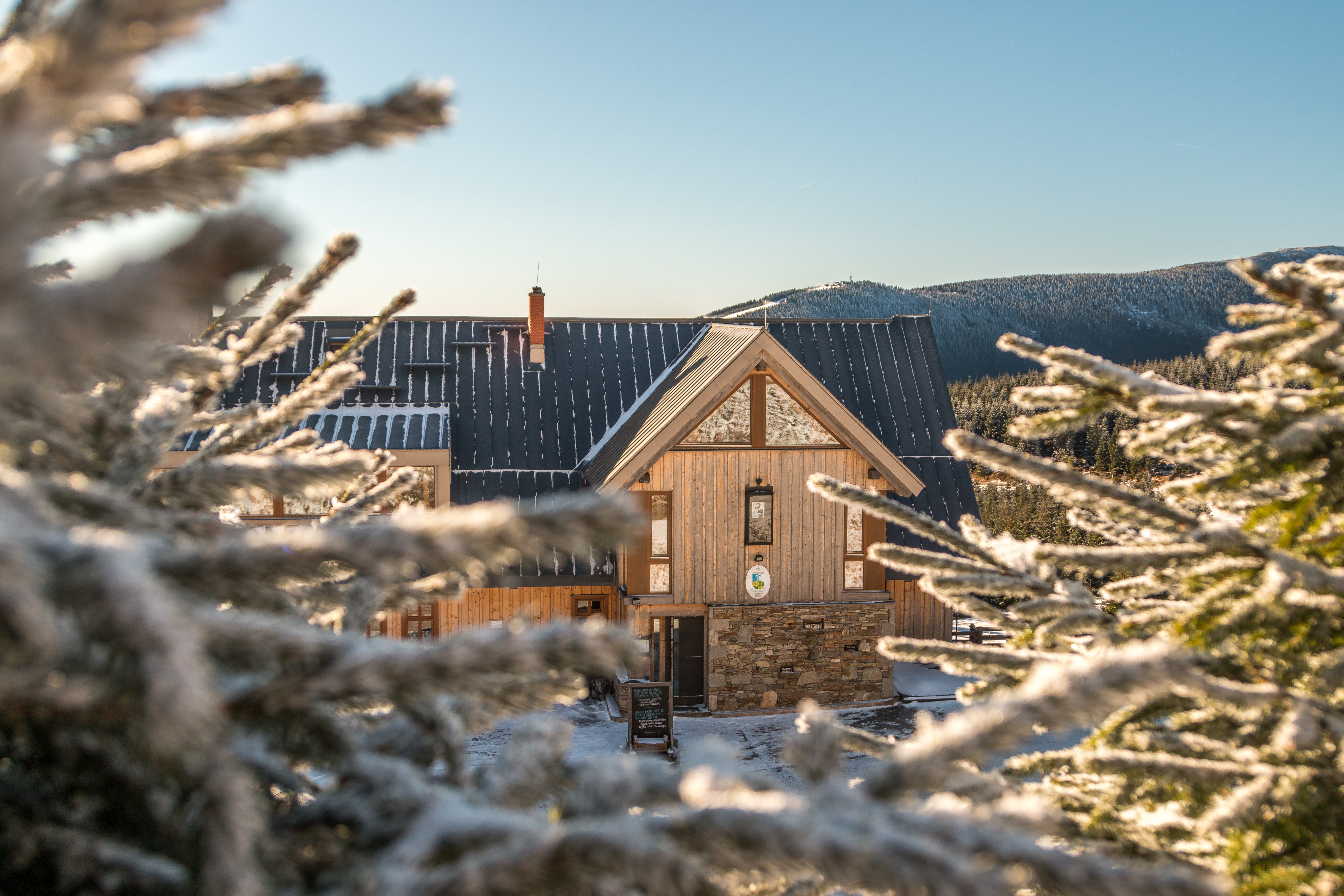
Josefova bouda – tradiční horské ubytování v Krkonoších s výhledem na hřebeny. Klidné místo pro rodinnou dovolenou, turistiku i zimní pobyty v blízkosti přírody a lyžařských tras.